# Matt Gerald
Matt Gerald (02 de maio de 1970) é um ator e roteirista estadunidense, conhecido por seus papéis em inúmeros filmes e projetos de televisão. Atualmente, ele interpreta Melvin Potter na série Marvel da Netflix, Demolidor, como parte do Universo Cinematográfico Marvel.

## Biografia e principais trabalhos
Matt Gerald nasceu no dia 02 de Maio de 1970 (48 anos) em Miami, Florida, EUA, e formou-se na Universidade da Pensilvânia.
Ele é mais conhecido por seus papéis como Melvin Potter no Demolidor da Netflix, como o Cabo Lyle Wainfleet no suspense de ficção científica de James Cameron, em Avatar, e como o predador elusivo, Ray Speltzer, na série Dexter.

## Filmografia

### Cinema
| Ano  | Título                             | Papel                | Notas    |
| ---- | ---------------------------------- | -------------------- | -------- |
| 1998 | Starstruck                         | Patrolman            |          |
| 1998 | Judas Kiss                         | Agente #1            |          |
| 1999 | The Minus Man                      | Oficial de detenção  |          |
| 1999 | Magnolia                           | Oficial #2           |          |
| 2000 | Tigerland                          | Sgt. Eveland         |          |
| 2003 | Terminator 3: Rise of the Machines | Líder do Time SWAT   |          |
| 2003 | S.W.A.T.                           | Nick                 |          |
| 2003 | XXX: State of the Union            | Liebo                |          |
| 2005 | In the Mix                         | Jackie               |          |
| 2008 | Choke                              | Detetive Ryan        |          |
| 2009 | Avatar                             | Cabo Lyle Wainfleet  |          |
| 2010 | Elektra Luxx                       | Michael Ortiz        |          |
| 2010 | Faster                             | Irmão do motorista   |          |
| 2012 | Freelancers                        | Billy Morrison       |          |
| 2012 | Red Dawn                           | Hodges               |          |
| 2013 | G.I. Joe: Retaliation              | Zandar/Havoc         |          |
| 2013 | The Frozen Ground                  | Ed Stauber           |          |
| 2013 | Escape Plan                        | Roag                 |          |
| 2014 | Marvel One-Shot: All Hail the King | White Power Dave     | Curta    |
| 2015 | San Andreas (filme)                | Harrison             |          |
| 2015 | Solace (filme)                     | Agente Sloman        |          |
| 2016 | Restored Me                        | Detetive Derek Shane |          |
| 2016 | Broken Vows                        | Clay Darrow          |          |
| 2017 | Shot Caller                        | Phil Cole            |          |
| 2018 | Rampage (filme de 2018)            | Zammit               |          |
| 2021 | Avatar 2                           | Cabo Lyle Wainfleet  | Filmando |
| 2023 | Avatar 3                           | Cabo Lyle Wainfleet  | Filmando |

### Televisão
| Ano           | Título                           | Papel                | Notas       |
| ------------- | -------------------------------- | -------------------- | ----------- |
| 2004          | The Shield                       | Tommy Hisk           | 7 Episódios |
| 2005          | E-Ring                           | Robbie Benvenuto     | 1 Episódio  |
| 2007          | CSI: Crime Scene Investigation   | Vincent Lafoon       | 1 Episódio  |
| 2007          | Life                             | Krebbs               | 2 Episódios |
| 2006-2008     | The Unit                         | Beau Dauber / Dauber | 3 Episódios |
| 2008          | Without a Trace                  | Roger Graham         | 1 Episódio  |
| 2009          | Saving Grace                     | X                    | 1 Episódio  |
| 2009          | Lie to Me                        | Marshal Johnson      | 1 Episódio  |
| 2010          | NCIS: Los Angeles                | Victor Janklow       | 1 Episódio  |
| 2010          | CSI: Miami                       | Dan Wilson           | 1 Episódio  |
| 2011          | Criminal Minds: Suspect Behavior | Det. Craig           | 1 Episódio  |
| 2012          | Last Resort                      | Gil Langston         | 1 Episódio  |
| 2012          | Grimm                            | Arbok                | 1 Episódio  |
| 2012          | Demolidor                        | Ray Speltzer         | 2 Episódios |
| 2013          | Hawaii Five-0                    | Warrick              | 1 Episódio  |
| 2013          | Castle                           | Jimmy Wolfinsky      | 1 Episódio  |
| 2014          | Intelligence                     | Lt. John Norris      | 1 Episódio  |
| 2015–presente | Demolidor                        | Melvin Potter        | A decorrer  |